# Acacia murrayana
Acacia murrayana — вид квіткових рослин з родини бобових. Ареал: Австралія (Новий Південний Уельс, Північна територія, Квінсленд, Південна Австралія, Західна Австралія).

## Середовище
Вид зазвичай розташований на піщаних рівнинах, піщаних дюнах і вздовж струмків, що ростуть на піщаних ґрунтах.

## Біоморфологічна характеристика
Вид росте у вигляді високого куща або невеликого дерева, як правило, у висоту від 2 до 5 метрів, але може досягати 8 метрів. Він має голі гілочки, які часто вкриті дрібним білим порошкоподібним нальотом, що надає йому матового вигляду. Філодії сірі або блідо-зелені, мають лінійну або вузькоеліптичну форму, у довжину від 5 до 12 см і вшир від 2 до 7 мм; середня жилка не помітна і має нечіткі бічні жилки. У Західній Австралії він цвіте між серпнем і листопадом, але в інших місцях він може зацвісти аж у січні та давати рясне цвітіння, демонструючи посіви насіння за сприятливих умов. Квітки яскраво-жовті, зібрані в циліндричні китиці в діаметрі до восьми міліметрів. Сферичні голови квітів складаються з 25–50 щільно упакованих квіток від золотистого до світло-золотистого кольору. Стручки плоскі, у довжину від 5 до 8 см і в ширину до 1 см.

## Використання
Більшість насіння акації мають високу поживну цінність і традиційно вживаються австралійськими аборигенами. A. murrayana вважається одним із найбільш перспективних видів для цієї мети. Насіння містить близько 26% білка, 26% вуглеводів, 32% клітковини та 9% жиру та має низький глікемічний індекс. Насіння та камедь рослини є джерелом їжі для аборигенів Центральної Австралії. Насіння можна подрібнити, щоб зробити борошно, яке можна використовувати як ароматизатор у десертах, як поживну добавку до хліба та випічки або як альтернативу каві без кофеїну. Кора всіх видів акацій має високий вміст дубильних речовин, що робить їх корисними для фарбування.